# 基幹林道苓北天草線
基幹林道苓北天草線（きかんりんどう れいほくあまくさせん）は、熊本県天草郡苓北町から天草市天草町を結ぶ林道。ほぼ一本線で大型車の離合はしにくい。

## 概要
- 起点：天草郡苓北町志岐地内（天草下島北部地区広域農道交叉）
- 終点：天草市天草町福連木八丁地区（熊本県道24号本渡下田線交叉）
- 工事期間：昭和62年から平成13年度
- 指定日：昭和61年5月6日
- 開通式：平成14年6月14日
- 幅員：5m
- 延長距離：24km（正式距離は24,693m）
- 受益面積：1,317ha
- 管理者：天草郡苓北町、天草市天草町、天草地域振興局

## 通過する市町
- 天草市(天草町)
- 天草郡苓北町

## 隣接する道路
- 天草下島北部地区広域農道（天草郡苓北町志岐地内）
- 熊本県道44号本渡苓北線（天草郡苓北町志岐大谷口地区）
- 熊本県道286号都呂々宮地岳線（天草郡苓北町都呂々涼松地区）
- 熊本県道24号本渡下田線（天草市天草町福連木八丁地区）

## 備考
- 起点から終点までは眺めが良い場所もなく、ただ杉と桧と畑がひたすら続く。
- 大型車同士の離合がしにくい。
- 県道との交叉地点では、林道側が一旦停止しなくてはならない。